# رودولف بالمه
رودولف بالمه (بالألمانية: Rudolph Palme)‏ (و. 1834 – 1909 م) هو ملحن ألماني، ولد في باربي، يستخدم آلات أورغن، توفي في مغدبورغ، عن عمر يناهز 75 عاماً.